# Poder diretivo
O Poder diretivo do empregador é a faculdade atribuída ao empregador de determinar o modo como a atividade do empregado, em decorrência do contrato de trabalho, deve ser exercida. Ocorre por três formas:
1. o poder diretivo de organização do empregado, organização que não deve ser apenas econômica, mas técnica, ou seja, cabe ao empregador determinar as normas de caráter técnico às quais o empregado está subordinado;
2. o poder diretivo disciplinar, que é o direito do empregador de impor sanções disciplinares ao empregado, uma vez que o direito de propriedade assegura o poder hierárquico e disciplinar;
3. o poder diretivo de controle sobre o trabalho, que dá, ao empregador, o direito de fiscalizar o trabalho do empregado, sendo estendida não só ao modo de trabalhar, mas também ao comportamento do empregado.